# 19776 Балеарс
19776 Балеарс (19776 Balears) — астероїд головного поясу, відкритий 4 серпня 2000 року.
Тіссеранів параметр щодо Юпітера — 3,587.